# Arild Gulden
Arild Gulden (Oslo, 4 dicembre 1941 – Bærum, 9 ottobre 2024) è stato un calciatore norvegese, di ruolo centrocampista.

## Carriera

### Club
Gulden debuttò con la maglia del Lyn Oslo in data 10 maggio 1959, quando fu schierato titolare nel successo per 0-3 in casa del Frigg. Il 29 maggio dello stesso anno segnò la prima rete, nel pareggio casalingo per 1-1 contro il Vålerengen. Il 10 settembre 1963 debuttò nelle competizioni europee, schierato titolare nella sconfitta casalinga per 2-4 contro il Borussia Dortmund, in un incontro valido per la Coppa dei Campioni 1963-1964. Nel 1968 passò agli svizzeri del Grasshoppers. Tornò poi al Lyn Oslo, dove rimase fino al 1972.

### Nazionale
Gulden conta 4 presenze per la Norvegia under 21. Disputò poi anche 9 incontri per la Nazionale maggiore, prima delle quali in data 4 giugno 1963, schierato titolare nel successo per 4-3 sulla Scozia.

## Palmarès

### Club

#### Competizioni nazionali
- Campionato norvegese: 1

Lyn Oslo: 1964
- Coppa di Norvegia: 1

1967